# Деклинация
В астрономията деклинацията (dec) е една от двете координати в екваториалната координатна система. Деклинацията е сравнима с географската ширина, проектирана на небесната сфера и се измерва в градуси спрямо небесния екватор. Точки на север от небесния екватор имат положителна деклинация, а тези на юг – отрицателна.
- Обект на небесния екватор има деклинация от 0°.
- Обект на северния полюс има деклинация от +90°.
- Обект на южния полюс има деклинация от −90°.

Прието е знакът „+“ да се изписва за положителни стойности.
Небесен обект преминаващ през зенита има деклинация, равна по абсолютна стойност на ширината на наблюдателя (северна или южна). Обекти с деклинация, по-висока от {\displaystyle 90^{o}-l}, където {\displaystyle l} е географската ширина, са видими през целия звезден ден. Такива звезди се наричат околополюсни (незалязващи).

## Променлива деклинация
Деклинацията на всички небесни обекти се променя с различна продължителност на периода.

### Слънце
Деклинацията на Слънцето е ъгълът, сключен между неговите лъчи и равнината на земния екватор. Поради запазването на ъгъла между земната ос на въртене и орбиталната равнина, слънчевата деклинация се изменя с период от една година.
Когато проекцията на земната ос върху орбиталната равнина съвпадне с правата минаваща през центъра на Земята и Слънцето (лятно или зимно слънцестоене), ъгълът между лъчите на Слънцето и равнината на земния екватор достига максималната си стойност от 23°27' при лятно слънцестоене и минималната стойност от -23°27' при зимно слънцестоене. Когато проекцията е перпендикулярна, то Земята се намира в период на равноденствие и деклинацията на Слънцето на екватора е 0°.
Поради ниския ексцентрицитет на земната орбита, за деклинацията на Слънцето може да се използва следното приближение:
{\displaystyle \delta =-23,45^{\circ }\cdot \cos \left({\frac {360}{365}}\cdot \left(N+10\right)\right)} при ъгъл в градуси
{\displaystyle \delta =-23,45^{\circ }\cdot \cos \left({\frac {2\pi }{365}}\cdot \left(N+10\right)\right)} при ъгъл в радиани
където {\displaystyle N} е поредният ден от началото на календарната година.
Виж също: Уравнение на астрономическото време

### Луна
Луната също преминава през годишни цикли с максимална деклинация в зимата на северното полукълбо и минимална през лятото. Тя преминава и през допълнителен 19-годишен цикъл на вариация на максималната деклинация от +28°35' до +18°18' и на минималната от -18°18' до -28°35'.

### Звезди
Звездите запазват деклинацията със сравнително добра точност в рамките на една година, но в дългосрочен план се наблюдава движение което може да достигне до няколко градуса на век.